# Megaselia glabrimargo
Megaselia glabrimargo är en tvåvingeart som beskrevs av William Russel Buck och Ronald Henry Lambert Disney 2001. Megaselia glabrimargo ingår i släktet Megaselia och familjen puckelflugor.
Artens utbredningsområde är Sverige. Arten är reproducerande i Sverige. Inga underarter finns listade i Catalogue of Life.